# Patentverletzung
Patentverletzung ist die Benutzung einer durch ein Patent geschützten Erfindung durch einen unbefugten Dritten.

## Rechtsgrundlagen

### Unmittelbare Patentverletzung
Der objektive Tatbestand der unmittelbaren Patentverletzung hat seine gesetzliche Grundlage in § 9Patentgesetz (PatG). Nach Satz 1 dieser Norm hat „das Patent... die Wirkung, dass allein der Patentinhaber befugt ist, die patentierte Erfindung im Rahmen des geltenden Rechts zu benutzen“. Noch deutlicher kommt er in der Verbotsnorm von Satz 2 der in Rede stehenden Vorschrift zum Ausdruck, wo es heißt: „Jedem Dritten ist es verboten, ohne seine“ (des Patentinhabers) "Zustimmung
1. ein Erzeugnis, das Gegenstand des Patents ist, herzustellen, anzubieten, in Verkehr zu bringen oder zu gebrauchen oder zu den genannten Zwecken entweder einzuführen oder zu besitzen;
2. ein Verfahren, das Gegenstand des Patents ist, anzuwenden oder, wenn der Dritte weiß oder es auf Grund der Umstände offensichtlich ist, dass die Anwendung des Verfahrens ohne Zustimmung des Patentinhabers verboten ist, zur Anwendung im Geltungsbereich dieses Gesetzes anzubieten;
3. das durch ein Verfahren, das Gegenstand des Patents ist, unmittelbar hergestellte Erzeugnis anzubieten, in Verkehr zu bringen oder zu gebrauchen oder zu den genannten Zwecken entweder einzuführen oder zu besitzen".

Hierbei bezieht sich Ziffer 1 auf ein Patent, das ein erfindungsgemäßes Produkt schützt, in der Praxis häufig als „Vorrichtungspatent“ bezeichnet. Ziffer 2 hat ein so genanntes Verfahrenspatent zum Gegenstand. Eine Besonderheit normiert Ziffer 3, wonach das Verbot sich nicht nur auf das patentgeschützte Verfahren als solches erstreckt, sondern auch die durch das patentierte Verfahren unmittelbar hergestellten Produkte erfasst.

### Mittelbare Patentverletzung

#### Objektiver Tatbestand
Der patentgesetzliche Verbotstatbestand erfasst jedoch nicht nur unmittelbare Benutzungshandlungen, sondern erstreckt sich auch auf die mittelbare Benutzung durch unbefugte Dritte. Diesen ist es nämlich gemäß § 10 Abs. 1 PatG verboten, „ohne Zustimmung des Patentinhabers im Geltungsbereich dieses Gesetzes anderen als zur Benutzung der patentierten Erfindung berechtigten Personen Mittel, die sich auf ein wesentliches Element der Erfindung beziehen, zur Benutzung der Erfindung im Geltungsbereich diese Gesetzes anzubieten oder zu liefern...“

#### Subjektiver Tatbestand
Neben der Erfüllung des objektiven Tatbestandes der mittelbaren Patentverletzung setzt § 10 Abs. 1 letzter Halbsatz (HS) PatG in subjektiver Hinsicht voraus, dass „der Dritte weiß oder es auf Grund der Umstände offensichtlich ist, dass“ die in Rede stehenden „Mittel dazu geeignet und bestimmt sind, für die Benutzung der Erfindung verwendet zu werden“.

#### Ausschluss
Das Verbot einer mittelbaren Benutzung der patentierten Erfindung greift gemäß § 10 Abs. 2 erster HS PatG nicht ein, wenn es sich bei den Mitteln um allgemein im Handel erhältliche Erzeugnisse handelt". Dieser Ausnahmetatbestand wird allerdings durch den zweiten HS der vorgenannten Vorschrift wieder in subjektiver Hinsicht relativiert. Demnach ist die mittelbare Benutzung auch im Handel erhältlicher Erzeugnisse verboten, nämlich dann, wenn „der Dritte den Belieferten bewusst veranlasst, in einer nach § 9 Satz 2“ (PatG) „verbotenen Weise zu handeln“.

## Ausnahmebestimmungen
Im Falle einiger gesetzlich geregelter Ausnahmetatbestände tritt jedoch die Wirkung des Patents und damit auch dessen Verbotswirkung nicht ein. Als wichtigste sind zu nennen: Handlungen im privaten Bereich zu nichtgewerblichen Zwecken (§ 11Nr. 1 PatG), das so genannte private Vorbenutzungsrecht (§ 12 Abs. 1 PatG), das auf Grund staatlicher Anordnung gewährte Benutzungsrecht (§ 13 Abs. 1 PatG) sowie das Weiterbenutzungsrecht bei gutgläubiger Zwischenbenutzung (§ 123 Abs. 5 bis 7 PatG).

### Handlungen im privaten Bereich zu nichtgewerblichen Zwecken
Gemäß § 11 Nr. 1 PatG erstreckt sich die Wirkung des Patents „nicht auf Handlungen, die im privaten Bereich zu nichtgewerblichen Zwecken vorgenommen werden“. Der Ausschluss einer Patentverletzung hängt also von zwei Voraussetzungen ab:
1. Die Handlungen müssen im privaten Bereich, z. B. im häuslichen Umfeld, des Benutzers vorgenommen werden.
2. Sie müssen zu nichtgewerblichen Zwecken erfolgen.

Ist auch nur eine der beiden Voraussetzungen nicht erfüllt, so greift die Ausnahmeregelung des § 11 Nr. 1 PatG nicht ein. So sind Benutzungshandlungen außerhalb des privaten Bereichs als Patentverletzung zu werten, auch wenn sie nicht zu gewerblichen Zwecken vorgenommen werden. Beispiel: Handlungen von Schulen oder Hochschulen beim naturkundlichen Unterricht.

### Vorbenutzungsrecht
Rechtsgrundlage für das so genannte private Vorbenutzungsrecht ist § 12 PatG. Gemäß Abs. 1 dieser Vorschrift tritt die Wirkung des Patents gegen den nicht ein, der zur Zeit der Anmeldung bereits im Inland die Erfindung in Benutzung genommen oder die dazu erforderlichen Veranstaltungen getroffen hatte. Bei der „Wirkung“ des Patents handelt es sich um die in § 9, § 9a und § 10 PatG normierten (positiven) Benutzungs- und (negativen) Verbotsrechte des Patentinhabers bezüglich der durch das Patent geschützten Erfindung.
Dem Patentinhaber kann ein so genanntes Prioritätsrecht zustehen, und zwar dann, wenn er auf die Erfindung bereits zu einem früheren Zeitpunkt (im In- oder Ausland) ein Patent (oder Gebrauchsmuster) angemeldet hat. Vgl. § 40PatG § 41PatG. Hat er das Prioritätsrecht (innerhalb einer bestimmten, vorgeschriebenen Frist) wirksam in Anspruch genommen, so ist in diesem Fall für das Vorbenutzungsrecht nicht der Anmeldezeitpunkt des gegenwärtigen Patents, sondern der Anmeldetag des früheren Patents (oder Gebrauchsmusters) maßgebend, § 12 Abs. 2 Satz 1 PatG.
Der Gesetzgeber sieht den Zweck des Vorbenutzungsrechts darin, aus Billigkeitsgründen den bestehenden gewerblichen oder wirtschaftlichen Besitzstand des Vorbenutzers zu schützen. Es sei unbillig, in berechtigter Ausübung geschaffene wirtschaftliche Werte zu zerstören. Dies werde durch das Vorbenutzungsrecht verhindert. Ein bestehender Besitzstand dürfe nicht durch die Patentanmeldung eines anderen entwertet werden.

### Hoheitlich angeordnetes Benutzungsrecht
Rechtsgrundlage für das durch staatliche Anordnung gewährte Benutzungsrecht ist § 13 Abs. 1 PatG. Nach dieser Vorschrift tritt „die Wirkung des Patents... insoweit nicht ein, als die Bundesregierung anordnet, dass die Erfindung im Interesse der öffentlichen Wohlfahrt benutzt werden soll. Sie erstreckt sich ferner nicht auf eine Benutzung der Erfindung, die im Interesse der Sicherheit des Bundes von der zuständigen obersten Bundesbehörde oder in deren Auftrag von einer nachgeordneten Stelle angeordnet wird“.

### Weiterbenutzungsrecht
Rechtsgrundlage ist hier § 123PatG.
Gemäß Abs. 5 Satz 1 dieser Vorschrift ist ein Benutzer, „der im Inland in gutem Glauben den Gegenstand eines Patents, das infolge der Wiedereinsetzung wieder in Kraft tritt, in der Zeit zwischen dem Erlöschen und dem Wiederinkrafttreten des Patents in Benutzung genommen oder in dieser Zeit die dazu erforderlichen Veranstaltungen getroffen hat,... befugt, den Gegenstand des Patents für die Bedürfnisse seines eigenen Betriebs in eigenen oder fremden Werkstätten weiterzubenutzen“.
Gemäß Abs. 6 der in Rede stehenden Norm ist „Abs. 5... entsprechend anzuwenden, wenn die Wirkung nach § 33 Abs 1 PatG infolge der Wiedereinsetzung wieder in Kraft tritt“.
Abs. 7 von § 123 gewährt „ein Recht nach Abs. 5... auch demjenigen, der im Inland in gutem Glauben den Gegenstand einer Patentanmeldung, die infolge der Wiedereinsetzung die Priorität einer früheren ausländischen Anmeldung in Anspruch nimmt“ (§ 41PatG), „in der Zeit zwischen dem Ablauf der Frist von zwölf Monaten und dem Wiederinkrafttreten des Prioritätsrechts in Benutzung genommen oder in dieser Zeit die dazu erforderlichen Veranstaltungen getroffen hat“.

### Weitere Benutzungsrechte
Benutzungsrechte ergeben sich des Weiteren aus § 9bPatG – es handelt sich hier um die so genannte Erschöpfungsregelung für (biologisches) Vermehrungsmaterial – sowie aus § 9cPatG. Letztgenannte Vorschrift normiert das – pflanzliches oder tierisches Vermehrungsmaterial betreffende – so genannte Landwirteprivileg.

## Sanktionen
Es versteht sich, dass ein Verbot von Patentverletzungshandlungen in den meisten Fällen nur dann die vom Gesetzgeber gewünschte Wirkung haben kann, wenn eine Nichtbeachtung empfindliche Sanktionen für den Patentverletzer zur Folge hat. Diese können zivilrechtlicher und – gegebenenfalls – sogar strafrechtlicher Art sein.

### Zivilrechtliche Sanktionen

#### Unterlassungsanspruch
Gemäß § 139 Abs. 1 Satz 1 PatG kann, „wer entgegen den §§ 9 bis 13 eine patentierte Erfindung benutzt,... von dem Verletzten bei Wiederholungsgefahr auf Unterlassung in Anspruch genommen werden“. Der Unterlassungsanspruch setzt also nicht nur eine Nichtbeachtung der §§ 9 bis 13 PatG voraus, sondern es muss auch die Gefahr einer Wiederholung der Verletzungshandlungen bestehen. Andererseits ist – gemäß § 139 Abs. 1 Satz 2 PatG – ein Unterlassungsanspruch bereits dann gegeben, „wenn eine Zuwiderhandlung erstmalig droht“. Eine Verletzungshandlung braucht also bisher noch nicht stattgefunden zu haben.
Selbstverständlich setzt der Unterlassungsanspruch nicht nur die Erfüllung des objektiven Tatbestands des § 139 Abs. 1 PatG, nämlich die Benutzung der patentierten Erfindung ohne die Erlaubnis des Patentinhabers, voraus, sondern die Benutzungshandlung muss darüber hinaus rechtswidrig sein. Das bedeutet, dass im Falle der oben erläuterten Ausnahmebestimmungen, d. h. der diversen, Dritten zugestandenen Benutzungsrechte (siehe oben, Abschnitte 2.1 bis 2.5), die Rechtswidrigkeit verneint werden muss und insoweit ein Unterlassungsanspruch des Patentinhabers nicht besteht.

#### Schadensersatzanspruch
„Wer die Handlung vorsätzlich oder fahrlässig vornimmt, ist dem Verletzten zum Ersatz des daraus entstehenden Schadens verpflichtet“, § 139 Abs. 2 Satz 1 PatG. Allerdings setzt der Schadensersatzanspruch – neben der Erfüllung des objektiven Tatbestands des § 139 Abs. 1 PatG und der Rechtswidrigkeit der Benutzungshandlung (siehe hierzu die vorstehenden Ausführungen) – auch noch Vorsatz oder Fahrlässigkeit des Verletzers voraus.

#### Weitere Ansprüche des Verletzten
Gemäß § 140aPatG steht dem Verletzten (Patentinhaber) ein Anspruch auf Vernichtung patentverletzender Erzeugnisse und Vorrichtungen zu. § 140bPatG gewährt ihm des Weiteren einen Anspruch auf „unverzügliche Auskunft über die Herkunft und den Vertriebsweg der benutzten Erzeugnisse“. § 140cPatG statuiert darüber hinaus einen Vorlage- und Besichtigungsanspruch gegenüber dem Benutzer der patentierten Erfindung bezüglich Urkunden oder Sachen, falls dies zur Begründung von Ansprüchen des Patentinhabers erforderlich ist. Weiterhin kann gemäß § 140dPatG der Patentinhaber im Falle von Schadensersatzansprüchen den Verletzer „bei einer in gewerblichem Ausmaß begangenen Rechtsverletzung... auch auf Vorlage von Bank-, Finanz- oder Handelsunterlagen oder einen geeigneten Zugang zu den entsprechenden Unterlagen in Anspruch nehmen...“ Im Falle einer Patentverletzungsklage schließlich kann gemäß § 140ePatG „der obsiegenden Partei im Urteil die Befugnis zugesprochen werden, das Urteil auf Kosten der unterliegenden Partei öffentlich bekannt zu machen, wenn sie ein berechtigtes Interesse darlegt“.

### Strafrechtliche Sanktionen

#### Objektiver Tatbestand
Gemäß § 142 Abs. 1 Satz 1 PatG wird "mit Freiheitsstrafe bis zu drei Jahren oder mit Geldstrafe... bestraft, wer ohne die erforderliche Zustimmung des Patentinhabers oder des Inhabers eines ergänzenden Schutzzertifikats (§ 16a und § 49aPatG)
1. ein Erzeugnis, das Gegenstand des Patents oder des ergänzenden Schutzzertifikats ist (§ 9 Satz 2 Nr. 1), herstellt oder anbietet, in Verkehr bringt, gebraucht oder zu einem der genannten Zwecke entweder einführt oder besitzt oder
2. ein Verfahren, das Gegenstand des Patents oder des ergänzenden Schutzzertifikats ist (§ 9 Satz 2 Nr. 2), anwendet oder zur Anwendung im Geltungsbereich dieses Gesetzes anbietet".

Die Strafandrohung des § 142 Abs. 1 Satz 1 Nr. 1 PatG gilt gemäß Satz 2 der in Rede stehenden Vorschrift auch, „wenn es sich um ein Erzeugnis handelt, das durch ein Verfahren, das Gegenstand des Patents oder des ergänzenden Schutzzertifikats ist, unmittelbar hergestellt worden ist (§ 9 Satz 2 Nr. 3)“.
Die objektiven Tatbestandsmerkmale des § 142 Abs. 1 PatG entsprechen den Verbotsnormen der §§ 9 und 10 PatG.
Handelt der Täter (Patentverletzer) gewerbsmäßig, so erhöht sich die Strafandrohung auf Freiheitsstrafe bis zu fünf Jahren oder Geldstrafe, § 142 Abs. 2 PatG.

#### Subjektiver Tatbestand
Weitere Voraussetzung für eine Strafbarkeit der Patentverletzung ist, dass der Täter die oben aufgeführten Tatbestandsmerkmale nicht nur objektiv, sondern auch subjektiv, d. h. vorsätzlich, verwirklicht. Dieses Erfordernis ergibt sich aus § 15Strafgesetzbuch (StGB).
Für eine Strafbarkeit des Täters ist es nicht erforderlich, dass es zur Vollendung der Patentverletzung gekommen ist. Vielmehr genügt schon der Versuch, § 142 Abs. 3 PatG. (Eine Strafbarkeit der versuchten Patentverletzung besteht erst seit dem 1. Juli 1990.)

#### Rechtswidrigkeit
Des Weiteren wird für eine Strafbarkeit der Benutzungshandlungen deren Rechtswidrigkeit vorausgesetzt. Diese ist bei Erfüllung der oben dargelegten einschlägigen Tatbestandsmerkmale des § 142 PatG grundsätzlich gegeben, es sei denn, der Benutzer der patentierten Erfindung kann Rechtfertigungsgründe geltend machen. Als Rechtfertigungsgründe kommen die oben erläuterten Ausnahmetatbestände (siehe hierzu die Abschnitte 2.1 bis 2.5) in Betracht. Diesbezüglich gilt das bereits oben hinsichtlich der zivilrechtlichen Sanktionen (Unterlassung, Schadensersatz etc.) Gesagte entsprechend (siehe oben, Abschnitt 3.1).

#### Strafantrag
Im Falle der Tatbestandsmerkmale nach § 142 Abs. 1 PatG ist ferner zu beachten, dass gemäß § 142 Abs. 4 PatG „die Tat nur auf Antrag verfolgt“ wird, „es sei denn, dass die Strafverfolgungsbehörde wegen des besonderen öffentlichen Interesses an der Strafverfolgung ein Einschreiten von Amts wegen für geboten hält“.